# Црква Истока
Црква Истока (сиријски: ), такође позната и као Несторијанска црква,  била је источно хришћанска црква у Персијском царству и другим деловима Азије током касне антике и средњег века. Она је настала као источна грана сиријског хришћанства и користила је источни сиријски обред у литургији. Она је развила посебне теолошке и еклесиолошке традиције и одиграла главну улогу у историји хришћанства у Азији. На почетку раног модерног периода, претрпела је низ унутрашњих подела, и на крају се поделила на Халдејску католичку цркву и Асирску цркву Истока током шизме из 1552. године. Древна црква Истока и католичка црква Сиромалабарска католичка црква такође вуку своје корене из Цркве Истока.
Порекло источне цркве може се пратити од векова хришђанства. Појавила се са ширењем хришћанства међу Асирцима и другим етничким заједницама у западним провинцијама Персијског царства, посебно у историјском региону Месопотамије, укључујући покрајину Асуристан и неколико мањих независних краљевства као што су Осроена, Адијабена, Бет Гармај, Бет Нухадра и Асур.
Цркву Исток је предводио Патријарх Истока, настављајући линију која је, према предању, сезала у апостолско доба. Литургски, црква се придржавала источно-сиријског обреда, а теолошки је усвојила доктрину несторијанства, која наглашава одвојеност Божанске и људске природе Исуса Христа. Ова доктрина и њен имењак, Несторије (386-451), осуђени су у Ефесу у 431. године, што је довело до несторијске шизме и накнадног егзодуса присталица Несторија у Сасанидску Персију. Постојећи хришћани у Перзији су поздравили ове избеглице и постепено усвојили Несторијснаку доктрину из 5 века, што је довело до тога да се Персијска црква назива алтернативно као Несторска црква.
Црква је брзо расла под Сасанидима, а након муслиманског освајања Персије (633-654), проглашена је заштићеном дхими заједницом под исламском шеријатском владавином. Од 6. Века она се у великој мери проширила, успостављајући заједнице у Индији (Хришћани св. Томе), међу монголима у средњој Азији и Кини, који су постали дом успешне заједнице под династијом Танг од 7. до 9. века. У 13. и 14. веку, црква је доживела завршни период ширења под монголском царством, где су се утицајни несторијснки хришћани налазили на монголском двору. Између 9. и 14. века, на свом врхунцу, Црква Истока је према географким мерилима распрострањености представљала највећу хришћанску цркву на свету, са епархијама које су се протезале од њеног средишта у Горњој Месопотамији, од Средоземног мора до далеких пространстава као што су Кина, Монголија , Централној Азији, Анадолији, Арабијском полуострву и Индији.
Од времена достизања свог врхунца по обиму географског простора на коме се простирала, црква је доживела брзи период опадања од 14. века, што је у великој мери било резултат спољних утицаја. Монголско царство се распршило у грађанском рату, кинеска династија Минг је срушила монголе (1368) и избацила хришћане и друге стране утицаје из Кине, а многи монголи у централној Азији прешли су на ислам. Вођа муслиманског монголског Тимур (1336-1405) је скоро у потпуности искоренио преостале хришћане у Персији; након тога, несторијанско хришћанство је остало у великој мери ограничено на Горњу Месопотамију и Малабарску обалу Индије.
Током патријаршијског мандата Шемона VII Ишојахба (1539-58), у цркви је дошло када је Шимун Сулака изабран за супарничког патријарха и када је ступио је у пуну заједницу са Католичком црквом 1552. године, што му је папа потврдио 1553. године. Након Шизме из 1552. године, Црква Истока је постала подељена на две гране. После неколико додатних подела и спајања током транзиционог периода од средине 16. века до почетка 19. века, обе гране су коначно консолидоване каоХалдејска католичка црква, једна од источно-католичких цркава, данас са 640.828 чланова и Асиријска Црква Истока, данас са 170.000 чланова, представљају главну традиционалистичку грану источне цркве.